# 加沙走廊教育部
加沙走廊教育部，自稱為巴勒斯坦教育部（加沙走廊），是哈馬斯從法塔赫手中武裝奪取加沙走廊後於2007年6月設立的政府部門。
加沙走廊哈馬斯當局首任教育部長為烏薩馬·馬齊尼，他是2007年6月哈馬斯政府的成員。
2008至2009年加沙戰爭期間，加沙走廊教育部建築因以色列國防軍空襲受損。
2012年哈馬斯政府改組期間，烏薩馬·馬齊尼獲保留原職。

## 教育部長列表
| # | 姓名          | 政黨   | 任期          |
| - | ------------- | ------ | ------------- |
| 1 | 烏薩馬·馬齊尼 | 哈馬斯 | 2007年6月至今 |

## 外部連結
- Ministry Website (Gaza Strip) （页面存档备份，存于）